# Breda A.4
Breda A.4 là một loại máy bay huấn luyện hai tầng cánh, chế tạo ở Ý vào giữa thập niên 1920.

## Biến thể
- Breda A.4
- Breda A.4 HS
- Breda A.4 idro

## Quốc gia sử dụng
- Italy
  - Regia Aeronautica

## Tính năng kỹ chiến thuật

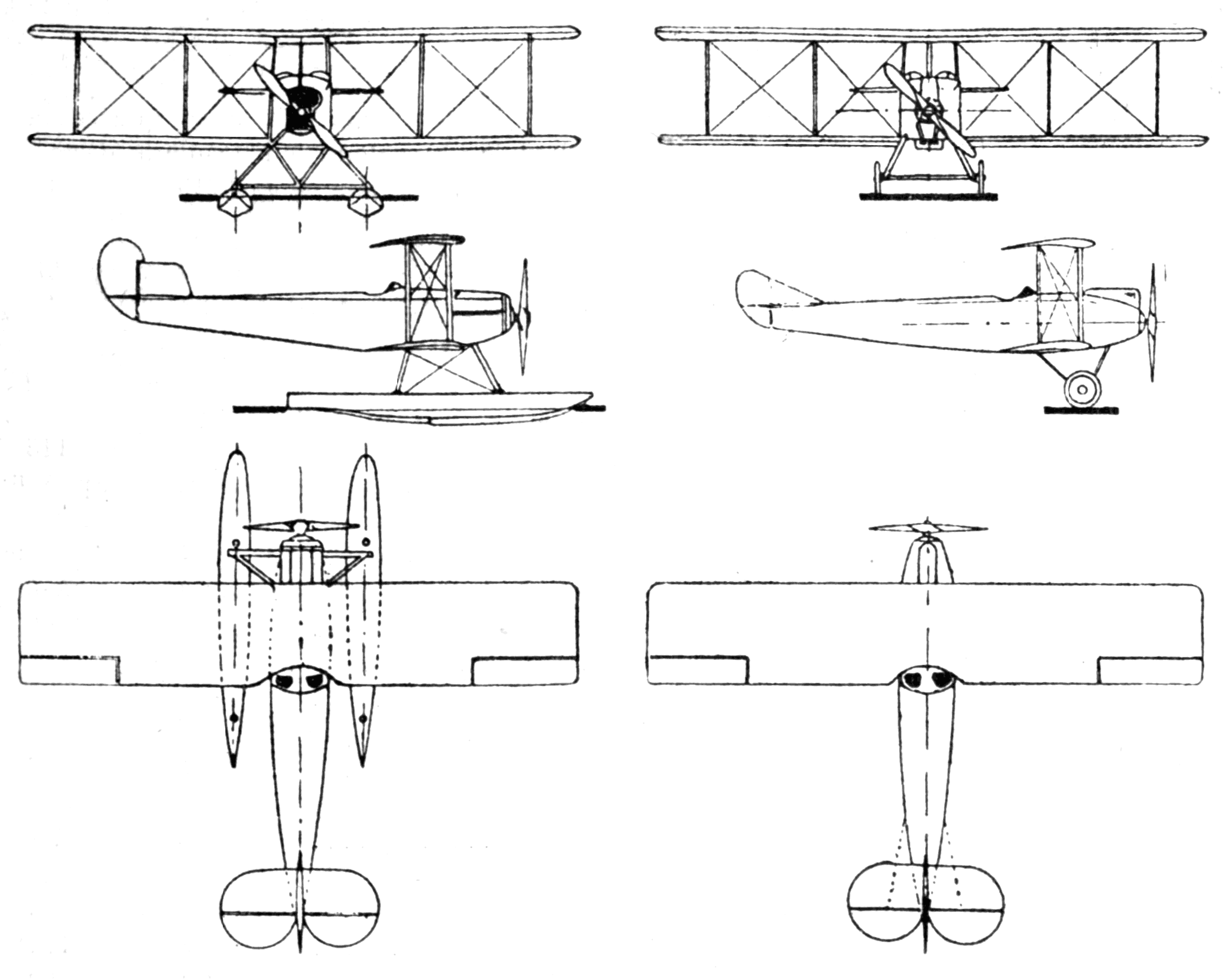
Breda A.4

Đặc điểm tổng quát
- Kíp lái: 2
- Chiều dài: 8,20 m (26 ft 11 in)
- Sải cánh: 10,86 m (35 ft 7 in)
- Chiều cao: 3,10 m (10 ft 2 in)
- Diện tích cánh: 40,0 m2 (430 ft2)
- Trọng lượng rỗng: 800 kg (1.764 lb)
- Trọng lượng có tải: 1.060 kg (2.337 lb)
- Powerplant: 1 × Colombo 110D, 97 kW (130 hp)

Hiệu suất bay
- Vận tốc cực đại: 140 km/h (87 mph)
- Tầm bay: 450 km (280 dặm)
- Trần bay: 3.500 m (11.480 ft)